# 米卡埃尔·维克斯特兰德
米卡埃尔·维克斯特兰德（瑞典語：Mikael Wikstrand，1993年11月5日—），瑞典男子冰球运动员，场上位置是后卫。他曾代表瑞典国家队参加2018年冬季奥林匹克运动会冰球比赛，获得第5名。